# 霍華德縣 (內布拉斯加州)
霍華德縣（英語：Howard County）是美國內布拉斯加州東部的一個縣。面積1,491平方公里。根據美國2000年人口普查，共有人口6,567人。縣治聖保羅。
成立於1871年3月1日。縣名紀念美國內戰時期將領奥利弗·奥蒂斯·霍华德。